# Sint-Truidense VV in het seizoen 2020/21
Sint-Truiden kwam in het seizoen 2020/21 uit in de Belgische Eerste Klasse A. In het voorbije seizoen eindigde STVV op de twaalfde plek in de hoogste afdeling. De Truienaren eindigden het seizoen op de vijftiende plaats, met 38 punten.

## Overzicht
Nadat het seizoen 2019/2020 vroegtijdig werd afgebroken vanwege de COVID-19-pandemie, startte de voorbereiding op het nieuwe seizoen op 8 juni 2020. Sint-Truiden was de eerste club uit de hoogste afdeling die de werking hervatte na de competitiestop midden maart. Drie dagen eerder maakte de club bekend dat de Australiër Kevin Muscat de nieuwe hoofdcoach zou worden. De voorbereiding op het nieuwe seizoen startte op 8 juli met een eerste oefenwedstrijd tegen AS Verbroedering Geel.
STVV begon het seizoen met een thuisoverwinning tegen AA Gent, maar gleed vervolgens systematisch verder weg in het klassement. Na veertien speeldagen en amper twee overwinningen stond Sint-Truiden op de zestiende plek. Hierop werd Kevin Muscat ontslagen. Hij werd opgevolgd door Peter Maes. Na afloop van de zestiende speeldag stond STVV op de laatste plaats, voor het eerst sinds het seizoen 2011/12, toen de club degradeerde naar de tweede afdeling.
Onder Maes zette Sint-Truiden een opmerkelijke remonte in. De club haalde 12 op 15 en wist zo de degradatieplaatsen te ontlopen. In de eindfase van de competitie wist de club achtereenvolgens van KV Mechelen als van Waasland-Beveren te winnen, waarmee het behoud definitief verzekerd werd. STVV eindigde de competitie uiteindelijk op de vijftiende positie.
Op 20 mei 2021 maakte STVV bekend dat trainer Peter Maes had besloten om de club te verlaten en hoofdcoach te worden van Beerschot VA.

## Ploegsamenstelling
| Nr. | Naam                  | Positie      | Nationaliteit    | Geboortedatum    |
| --- | --------------------- | ------------ | ---------------- | ---------------- |
| 1   | Kenny Steppe          | Doelman      | België           | 14 november 1988 |
| 2   | Ko Matsubara          | Verdediger   | Japan            | 30 augustus 1996 |
| 4   | Pol García            | Verdediger   | Spanje           | 18 februari 1995 |
| 5   | Santiago Colombatto   | Middenvelder | Argentinië       | 17 januari 1997  |
| 8   | Ibrahima Sory Sankhon | Middenvelder | Guinee           | 1 januari 1996   |
| 9   | Yuma Suzuki           | Aanvaller    | Japan            | 26 april 1996    |
| 10  | Lee Seung-woo         | Middenvelder | Zuid-Korea       | 6 januari 1998   |
| 12  | Samuel Asamoah        | Aanvaller    | Ghana            | 23 maart 1993    |
| 15  | Keito Nakamura        | Aanvaller    | Japan            | 28 juli 2000     |
| 16  | Steve De Ridder       | Middenvelder | België           | 25 februari 1987 |
| 18  | Facundo Colidio       | Aanvaller    | Argentinië       | 4 januari 2000   |
| 19  | Stan Van Dessel       | Middenvelder | België           | 24 juli 2001     |
| 20  | Samy Mmaee            | Verdediger   | België           | 8 september 1996 |
| 21  | Daniel Schmidt        | Doelman      | Japan            | 3 februari 1992  |
| 22  | Wolke Janssens        | Verdediger   | België           | 11 januari 1995  |
| 23  | Tatsuya Ito           | Aanvaller    | Japan            | 26 juni 1997     |
| 24  | Mory Konaté           | Middenvelder | Guinee           | 15 november 1993 |
| 26  | Jorge Teixeira        | Verdediger   | Portugal         | 27 augustus 1986 |
| 27  | Mathieu Troonbeeckx   | Verdediger   | België           | 16 februari 1998 |
| 30  | Nelson Balongo        | Aanvaller    | België           | 15 april 1999    |
| 31  | Siebren Lathouwers    | Verdediger   | België           | 11 augustus 2000 |
| 32  | Chris Durkin          | Middenvelder | Verenigde Staten | 8 februari 2000  |
| 33  | Jhonny Lucas          | Middenvelder | Brazilië         | 21 februari 2000 |
| 70  | Hamza Masoudi         | Middenvelder | België           | 24 januari 2000  |
| 90  | Duckens Nazon         | Aanvaller    | Haïti            | 7 april 1994     |

### Trainersstaf
- Kevin Muscat (hoofdcoach tot december 2020)
- Peter Maes (hoofdcoach vanaf december 2020)

### Transfers
| - Christian Brüls (KVC Westerlo) - Jonathan Buatu Mananga (Rio Ave FC) - Liberato Cacace (Wellington Phoenix FC) - Maximiliano Caufriez (Waasland-Beveren) - Oleksandr Filippov (Desna Tsjernihiv) - Daiki Hashioka (Urawa Red Diamonds) - Dimitri Lavalée (geleend van Standard Luik) - Ilombe Mboyo (KV Kortrijk) - David Mindombe (Oud-Heverlee Leuven) - Keito Nakamura (Gamba Osaka) - Junior Pius (geleend van Antwerp FC) - Georgios Vagiannidis (geleend van Inter Milaan) | - Elton Acolatse (Hapoel Be'er Sheva) - Jordan Botaka (AA Gent) - Rocky Bushiri (KV Mechelen) - Mohamed Buya Turay (Hebei China Fortune) - Santiago Colombatto (uitgeleend aan Club León) - Alexandre De Bruyn (AA Gent) - Steven De Petter (gestopt) - Thibault De Smet (Stade de Reims) - Thomas Doore (einde contract) - Wataru Endo (VfB Stuttgart) - Pol García (FC Juárez) - Allan Gonçalves Sousa (Vejle BK) - Tibo Herbots (Union Sint-Gillis) - Samy Mmaee (Ferencvárosi TC) - Ian Opdenakker (einde contract) - Mathieu Troonbeeckx (Lierse Kempenzonen) - Maxime Wenssens (einde contract) |

## Oefenwedstrijden
|                                  |                       |       |                  |  |
| Woensdag 8 juli 2020, 19:00 uur  | AS Verbroedering Geel | 1 - 2 | Sint-Truiden     |  |
|                                  |                       |       |                  |  |
|                                  |                       |       |                  |  |
| Zaterdag 11 juli 2020, 12:00 uur | RSC Anderlecht        | 2 - 0 | Sint-Truiden     |  |
|                                  |                       |       |                  |  |
|                                  |                       |       |                  |  |
| Zaterdag 18 juli 2020, 17:00 uur | Sint-Truiden          | 0 - 0 | Beerschot VA     |  |
|                                  |                       |       |                  |  |
|                                  |                       |       |                  |  |
| Woensdag 22 juli 2020, 16:00 uur | KVC Westerlo          | 0 - 1 | Sint-Truiden     |  |
|                                  |                       |       |                  |  |
|                                  |                       |       |                  |  |
| Zaterdag 25 juli 2020, 16:00 uur | SV Zulte Waregem      | 2 - 3 | Sint-Truiden     |  |
|                                  |                       |       |                  |  |
|                                  |                       |       |                  |  |
| Zondag 30 juli 2020, 16:00 uur   | Sint-Truiden          | 4 - 1 | Waasland-Beveren |  |
|                                  |                       |       |                  |  |
|                                  |                       |       |                  |  |
| Maandag 31 juli 2020, 18:00 uur  | KAS Eupen             | 2 - 2 | Sint-Truiden     |  |
|                                  |                       |       |                  |  |

## Eerste Klasse A

#### Wedstrijden
| | |       | | |
| Zondag 9 augustus 2020, 13:30 uur | Sint-Truiden | 2 - 1 | AA Gent | |
| Stayen, Sint-Truiden Toeschouwers: 0 Scheidsrechter: Jan Boterberg Speeldag 1 Eerste Klasse A 2020-21 | Yuma Suzuki 2' Santiago Colombatto 31' Facundo Colidio 60' Facundo Colidio 90'                                                                           |       | 30' Roman Bezoes 43' Ihor Plastoen 67' Elisha Owusu                                                                                                | Opstelling Sint-Truiden: Kenny Steppe, Ibrahima Sory Sankhon, Samy Mmaee, Jorge Teixeira, Pol García, Chris Durkin, Steve De Ridder, Santiago Colombatto, Facundo Colidio, Yuma Suzuki, Keito Nakamura Wissels Sint-Truiden: 59' Keito Nakamura Lee Seung-woo 75' Yuma Suzuki Duckens Nazon 78' Steve De Ridder Jhonny Lucas                                                                              |
| | |       | | |
| Zondag 16 augustus 2020, 18:15 uur | RSC Anderlecht | 3 - 1 | Sint-Truiden | |
| Lotto Park, Anderlecht Toeschouwers: 0 Scheidsrechter: Lawrence Visser Speeldag 2 Eerste Klasse A 2020-21 | Bohdan Mychajlytsjenko 41' Landry Dimata 50' Peter Žulj 52' Landry Dimata 61' Percy Tau 90+3'                                                            |       | 49' Ibrahima Sory Sankhon 88' Nelson Balongo | Opstelling Sint-Truiden: Kenny Steppe, Ibrahima Sory Sankhon, Samy Mmaee, Jorge Teixeira, Ko Matsubara, Chris Durkin, Steve De Ridder, Santiago Colombatto, Facundo Colidio, Yuma Suzuki, Keito Nakamura Wissels Sint-Truiden: 56' Keito Nakamura Jonathan Buatu Mananga 60' Steve De Ridder Samuel Asamoah 72' Yuma Suzuki Nelson Balongo                                                                |
| | |       | | |
| Maandag 24 augustus 2020, 20:45 uur | Sint-Truiden | 0 - 0 | KV Oostende | |
| Stayen, Sint-Truiden Toeschouwers: 0 Scheidsrechter: Frederik Geldhof Speeldag 3 Eerste Klasse A 2020-21 | Lee Seung-woo 23' Jorge Teixeira 42' |       | 18' Andrew Hjulsager 33' Ari Freyr Skúlason 45' Maxime D'Arpino 59' Jelle Bataille 76' Jelle Bataille 77' Makhtar Gueye 83' Anton Tanghe           | Opstelling Sint-Truiden: Kenny Steppe, Wolke Janssens, Samy Mmaee, Jorge Teixeira, Ko Matsubara, Samuel Asamoah, Chris Durkin, Santiago Colombatto, Lee Seung-woo, Yuma Suzuki, Facundo Colidio Wissels Sint-Truiden: 46' Lee Seung-woo Jonathan Buatu Mananga 75' Santiago Colombatto Jhonny Lucas 84' Facundo Colidio Tatsuya Ito                                                                       |
| | |       | | |
| Zaterdag 29 augustus 2020, 16:15 uur | KAS Eupen | 1 - 1 | Sint-Truiden | |
| Kehrwegstadion, Eupen Toeschouwers: 0 Scheidsrechter: Bert Put Speeldag 4 Eerste Klasse A 2020-21 | Jens Cools 10' Julien Ngoy 13' Jonathan Heris 25' Andreas Beck 45+1' Mamadou Koné 82' Benoît Poulain 84'                                                 |       | 16' Samuel Asamoah 58' Jhonny Lucas 63' Samy Mmaee 72' Facundo Colidio 85' (pen.) Yuma Suzuki                                                      | Opstelling Sint-Truiden: Kenny Steppe, Wolke Janssens, Jonathan Buatu Mananga, Samy Mmaee, Ko Matsubara, Jhonny Lucas, Samuel Asamoah, Santiago Colombatto, Facundo Colidio, Yuma Suzuki, Lee Seung-woo Wissels Sint-Truiden: 46' Samuel Asamoah Chris Durkin 66' Jhonny Lucas Tatsuya Ito 78' Santiago Colombatto Nelson Balongo                                                                         |
| | |       | | |
| Zondag 13 september 2020, 16:00 uur | Sint-Truiden | 2 - 3 | Antwerp FC | |
| Stayen, Sint-Truiden Toeschouwers: 1.600 Scheidsrechter: Wim Smet Speeldag 5 Eerste Klasse A 2020-21 | Lee Seung-woo 1' Lee Seung-woo 23' Chris Durkin 25' Mory Konaté 70' Mory Konaté 89'                                                                      |       | 17' Simen Juklerød 33' Abdoulaye Seck 42' Dylan Batubinsika 53' Faris Haroun 72' Dylan Batubinsika 75' Koji Miyoshi 88' Simen Juklerød             | Opstelling Sint-Truiden: Kenny Steppe, Wolke Janssens, Jonathan Buatu Mananga, Samy Mmaee, Ko Matsubara, Chris Durkin, Mory Konaté, Santiago Colombatto, Facundo Colidio, Yuma Suzuki, Lee Seung-woo Wissels Sint-Truiden: 72' Mory Konaté Samuel Asamoah 81' Santiago Colombatto Duckens Nazon 85' Facundo Colidio Tatsuya Ito                                                                           |
| | |       | | |
| Maandag 21 september 2020, 20:45 uur | Cercle Brugge | 3 - 0 | Sint-Truiden | |
| Jan Breydelstadion, Brugge Toeschouwers: 2.000 Scheidsrechter: Wesli De Cremer Speeldag 6 Eerste Klasse A 2020-21 | Dino Hotić 25' Iké Ugbo (pen.) 31' Johanna Omolo 67' Victor Alexander da Silva 90+1'                                                                     |       | 13' Ko Matsubara 18' Santiago Colombatto 35' Chris Durkin                                                                                          | Opstelling Sint-Truiden: Kenny Steppe, Wolke Janssens, Jonathan Buatu Mananga, Samy Mmaee, Ko Matsubara, Chris Durkin, Samuel Asamoah, Santiago Colombatto, Facundo Colidio, Yuma Suzuki, Lee Seung-woo Wissels Sint-Truiden: 62' Wolke Janssens Ibrahima Sory Sankhon 75' Facundo Colidio Tatsuya Ito 81' Samuel Asamoah Nelson Balongo                                                                  |
| | |       | | |
| Zondag 26 september 2020, 18:30 uur | KV Mechelen | 2 - 0 | Sint-Truiden | |
| Achter de Kazerne, Mechelen Toeschouwers: 5.185 Scheidsrechter: Nathan Verboomen Speeldag 7 Eerste Klasse A 2020-21 | Joachim Van Damme 23' Aster Vranckx 60' Aster Vranckx 64' Aster Vranckx 68' Thibault Peyre 90+1'                                                         |       | 12' Facundo Colidio 23' Lee Seung-woo 43' Yuma Suzuki 45+1' Chris Durkin 65' Mory Konaté 73' Ibrahima Sory Sankhon                                 | Opstelling Sint-Truiden: Kenny Steppe, Ibrahima Sory Sankhon, Jonathan Buatu Mananga, Samy Mmaee, Liberato Cacace, Chris Durkin, Santiago Colombatto, Mory Konaté, Facundo Colidio, Yuma Suzuki, Lee Seung-woo Wissels Sint-Truiden: 66' Facundo Colidio Oleksandr Filippov 81' Lee Seung-woo Nelson Balongo 84' Chris Durkin Samuel Asamoah                                                              |
| | |       | | |
| Zaterdag 3 oktober 2020, 20:45 uur | Sint-Truiden | 0 - 0 | KV Kortrijk | |
| Stayen, Sint-Truiden Toeschouwers: 1.550 Scheidsrechter: Bert Put Speeldag 8 Eerste Klasse A 2020-21 | Lee Seung-woo 45' Samuel Asamoah 80' Duckens Nazon 90+4'                                                                                                 |       | 27' Hannes Van der Bruggen 72' Faïz Selemani 90+2' Adam Jakubech                                                                                   | Opstelling Sint-Truiden: Kenny Steppe, Ibrahima Sory Sankhon, Samy Mmaee, Maximiliano Caufriez, Pol García, Liberato Cacace, Samuel Asamoah, Lee Seung-woo, Santiago Colombatto, Oleksandr Filippov, Yuma Suzuki Wissels Sint-Truiden: 68' Lee Seung-woo Facundo Colidio 81' Oleksandr Filippov Duckens Nazon                                                                                             |
| | |       | | |
| Zaterdag 17 oktober 2020, 18:30 uur | Beerschot VA | 6 - 3 | Sint-Truiden | |
| Olympisch Stadion, Antwerpen Toeschouwers: 3.200 Scheidsrechter: Jan Boterberg Speeldag 9 Eerste Klasse A 2020-21 | Raphael Holzhauser 2' Tarik Tissoudali 17' Raphael Holzhauser (pen.) 25' Tarik Tissoudali 34' Loris Brogno 40' Ismaila Coulibaly 57'                     |       | 44' Oleksandr Filippov 49' Yuma Suzuki 64' Samuel Asamoah 74' Duckens Nazon 80' Maximiliano Caufriez 82' Ibrahima Sory Sankhon 83' Liberato Cacace | Opstelling Sint-Truiden: Kenny Steppe, Ibrahima Sory Sankhon, Samy Mmaee, Maximiliano Caufriez, Pol García, Liberato Cacace, Samuel Asamoah, Lee Seung-woo, Santiago Colombatto, Oleksandr Filippov, Yuma Suzuki Wissels Sint-Truiden: 62' Pol García Chris Durkin 62' Lee Seung-woo Duckens Nazon 78' Oleksandr Filippov Facundo Colidio                                                                 |
| | |       | | |
| Zondag 25 oktober 2020, 18:15 uur | Sint-Truiden | 2 - 0 | Standard Luik | |
| Stayen, Sint-Truiden Toeschouwers: 0 Scheidsrechter: Kevin Van Damme Speeldag 10 Eerste Klasse A 2020-21 | Duckens Nazon 37' Steve De Ridder 73' Steve De Ridder 80'                                                                                                |       | 67' Selim Amallah | Opstelling Sint-Truiden: Daniel Schmidt, Jonathan Buatu Mananga, Maximiliano Caufriez, Pol García, Ibrahima Sory Sankhon, Samuel Asamoah, Steve De Ridder, Liberato Cacace, Oleksandr Filippov, Yuma Suzuki, Duckens Nazon Wissels Sint-Truiden: 63' Duckens Nazon Facundo Colidio 70' Yuma Suzuki Tatsuya Ito 85' Oleksandr Filippov Lee Seung-woo                                                       |
| | |       | | |
| Zaterdag 7 november 2020, 20:45 uur | Sint-Truiden | 1 - 2 | KRC Genk | |
| Stayen, Sint-Truiden Toeschouwers: 0 Scheidsrechter: Erik Lambrechts Speeldag 12 Eerste Klasse A 2020-21 | Ibrahima Sory Sankhon 6' Yuma Suzuki 28' Pol García 42' Steve De Ridder 53' Maximiliano Caufriez 88' Steve De Ridder 90+3'                               |       | 4' Théo Bongonda 31' Théo Bongonda 49' Kristian Thorstvedt 81' Théo Bongonda                                                                       | Opstelling Sint-Truiden: Daniel Schmidt, Ibrahima Sory Sankhon, Jorge Teixeira, Maximiliano Caufriez, Pol García, Samuel Asamoah, Steve De Ridder, Liberato Cacace, Oleksandr Filippov, Yuma Suzuki, Duckens Nazon Wissels Sint-Truiden: 68' Ibrahima Sory Sankhon Tatsuya Ito 74' Duckens Nazon Facundo Colidio 81' Samuel Asamoah Lee Seung-woo                                                         |
| | |       | | |
| Maandag 23 november 2020, 20:45 uur | Oud-Heverlee Leuven | 2 - 2 | Sint-Truiden | |
| Den Dreef, Leuven Toeschouwers: 0 Scheidsrechter: Jasper Vergoote Speeldag 13 Eerste Klasse A 2020-21 | Kristiyan Malinov 42' Thomas Henry (pen.) 45+2' Josh Eppiah 73'                                                                                          |       | 27' Duckens Nazon 28' Duckens Nazon 62' Chris Durkin 84' Duckens Nazon 90+1' Liberato Cacace 90+2' Pol García                                      | Opstelling Sint-Truiden: Daniel Schmidt, Ibrahima Sory Sankhon, Santiago Colombatto, Maximiliano Caufriez, Pol García, Liberato Cacace, Oleksandr Filippov, Chris Durkin, Samuel Asamoah, Yuma Suzuki, Duckens Nazon Wissels Sint-Truiden: 80' Chris Durkin Facundo Colidio 87' Yuma Suzuki Lee Seung-woo 90' Oleksandr Filippov Jonathan Buatu Mananga                                                   |
| | |       | | |
| Zaterdag 28 november 2020, 16:15 uur | Sint-Truiden | 1 - 1 | Waasland-Beveren | |
| Stayen, Sint-Truiden Toeschouwers: 0 Scheidsrechter: Wesley Alen Speeldag 14 Eerste Klasse A 2020-21 | Pol García 7' Samuel Asamoah 45' Facundo Colidio 73' |       | 30' Dries Wuytens 90+2' Aboubakary Koita | Opstelling Sint-Truiden: Daniel Schmidt, Ibrahima Sory Sankhon, Maximiliano Caufriez, Pol García, Jonathan Buatu Mananga, Liberato Cacace, Steve De Ridder, Oleksandr Filippov, Samuel Asamoah, Yuma Suzuki, Duckens Nazon Wissels Sint-Truiden: 61' Oleksandr Filippov Facundo Colidio 75' Yuma Suzuki Lee Seung-woo 87' Samuel Asamoah Santiago Colombatto                                              |
| | |       | | |
| Dinsdag 1 december 2020, 17:00 uur | RE Moeskroen | 3 - 2 | Sint-Truiden | |
| Le Canonnier, Moeskroen Toeschouwers: 0 Scheidsrechter: Christof Dierick Speeldag 11 Eerste Klasse A 2020-21 Opmerking: deze wedstrijd stond oorspronkelijk gepland op 1 november 2020 maar werd uitgesteld vanwege een COVID-19-uitbraak bij RE Moeskroen. | Marko Bakić 16' Marko Bakić 18' Hervé Koffi 34' Nuno da Costa 53' Imad Faraj 81'                                                                         |       | 16' Ibrahima Sory Sankhon 37' Pol García 63' (pen.) Yuma Suzuki 90+1' Keito Nakamura 90+2' Wolke Janssens                                          | Opstelling Sint-Truiden: Daniel Schmidt, Ibrahima Sory Sankhon, Maximiliano Caufriez, Pol García, Liberato Cacace, Samuel Asamoah, Steve De Ridder, Chris Durkin, Oleksandr Filippov, Yuma Suzuki, Facundo Colidio Wissels Sint-Truiden: 46' Ibrahima Sory Sankhon Wolke Janssens 59' Chris Durkin Duckens Nazon 78' Facundo Colidio Keito Nakamura                                                       |
| | |       | | |
| Zaterdag 5 december 2020, 20:45 uur | Club Brugge | 1 - 0 | Sint-Truiden | |
| Jan Breydelstadion, Brugge Toeschouwers: 0 Scheidsrechter: Bert Put Speeldag 15 Eerste Klasse A 2020-21 | David Okereke 57' |       | 59' Mory Konaté | Opstelling Sint-Truiden: Daniel Schmidt, Wolke Janssens, Maximiliano Caufriez, Pol García, Jonathan Buatu Mananga, Liberato Cacace, Steve De Ridder, Mory Konaté, Samuel Asamoah, Yuma Suzuki, Duckens Nazon Wissels Sint-Truiden: 70' Wolke Janssens Keito Nakamura 70' Mory Konaté Chris Durkin 76' Samuel Asamoah Oleksandr Filippov                                                                   |
| | |       | | |
| Zaterdag 12 december 2020, 20:45 uur | Sint-Truiden | 1 - 2 | Sporting Charleroi | |
| Stayen, Sint-Truiden Toeschouwers: 0 Scheidsrechter: Bram Van Driessche Speeldag 16 Eerste Klasse A 2020-21 | Duckens Nazon 43' Samuel Asamoah 49' Samuel Asamoah 69'                                                                                                  |       | 25' Mamadou Fall 51' Shamar Nicholson 71' Ali Gholizadeh 75' Jules Van Cleemput                                                                    | Opstelling Sint-Truiden: Daniel Schmidt, Ibrahima Sory Sankhon, Jonathan Buatu Mananga, Jorge Teixeira, Maximiliano Caufriez, Liberato Cacace, Samuel Asamoah, Facundo Colidio, Steve De Ridder, Yuma Suzuki, Duckens Nazon Wissels Sint-Truiden: 68' Ibrahima Sory Sankhon Lee Seung-woo 75' Yuma Suzuki Oleksandr Filippov 80' Facundo Colidio Keito Nakamura                                           |
| | |       | | |
| Zaterdag 19 december 2020, 18:30 uur | SV Zulte Waregem | 0 - 2 | Sint-Truiden | |
| Regenboogstadion, Waregem Toeschouwers: 0 Scheidsrechter: Wesli De Cremer Speeldag 17 Eerste Klasse A 2020-21 | Nikos Kainourgios 11' William Bianda 48' William Bianda 61' Jelle Vossen 84'                                                                             |       | 13' Ibrahima Sory Sankhon 56' Yuma Suzuki 63' Steve De Ridder 90+1' Maximiliano Caufriez                                                           | Opstelling Sint-Truiden: Daniel Schmidt, Ibrahima Sory Sankhon, Jonathan Buatu Mananga, Jorge Teixeira, Maximiliano Caufriez, Liberato Cacace, Facundo Colidio, Mory Konaté, Steve De Ridder, Yuma Suzuki, Duckens Nazon Wissels Sint-Truiden: 28' Ibrahima Sory Sankhon Pol García 78' Yuma Suzuki Oleksandr Filippov 84' Facundo Colidio Chris Durkin                                                   |
| | |       | | |
| Zaterdag 26 december 2020, 20:45 uur | Standard Luik | 1 - 2 | Sint-Truiden | |
| Maurice Dufrasnestadion, Luik Toeschouwers: 0 Scheidsrechter: Lothar D'hondt Speeldag 19 Eerste Klasse A 2020-21 | Selim Amallah 40' Jackson Muleka 71' Michel-Ange Balikwisha 75'                                                                                          |       | 5' Duckens Nazon 16' Yuma Suzuki 18' Samuel Asamoah 53' Maximiliano Caufriez 71' Mory Konaté                                                       | Opstelling Sint-Truiden: Daniel Schmidt, Maximiliano Caufriez, Jonathan Buatu Mananga, Jorge Teixeira, Pol García, Liberato Cacace, Facundo Colidio, Samuel Asamoah, Steve De Ridder, Yuma Suzuki, Duckens Nazon Wissels Sint-Truiden: 64' Samuel Asamoah Mory Konaté 78' Duckens Nazon Chris Durkin 89' Yuma Suzuki Nelson Balongo 89' Facundo Colidio Ibrahima Sory Sankhon                             |
| | |       | | |
| Woensdag 30 december 2020, 20:45 uur | Sint-Truiden | 1 - 0 | Beerschot VA | |
| Stayen, Sint-Truiden Toeschouwers: 0 Scheidsrechter: Christof Dierick Speeldag 18 Eerste Klasse A 2020-21 Opmerking: deze wedstrijd stond oorspronkelijk gepland op 15 december 2020 maar werd uitgesteld vanwege een COVID-19-uitbraak bij Beerschot VA.   | Yuma Suzuki 41' Mory Konaté 73' Jonathan Buatu Mananga 77' Liberato Cacace 90+5'                                                                         |       | | Opstelling Sint-Truiden: Daniel Schmidt, Maximiliano Caufriez, Jonathan Buatu Mananga, Jorge Teixeira, Pol García, Liberato Cacace, Mory Konaté, Facundo Colidio, Steve De Ridder, Yuma Suzuki, Duckens Nazon Wissels Sint-Truiden: 77' Facundo Colidio Chris Durkin 81' Duckens Nazon Nelson Balongo 90+3' Yuma Suzuki Ibrahima Sory Sankhon                                                             |
| | |       | | |
| Zondag 10 januari 2021, 20:45 uur | Sint-Truiden | 1 - 2 | Club Brugge | |
| Stayen, Sint-Truiden Toeschouwers: 0 Scheidsrechter: Bert Put Speeldag 30 Eerste Klasse A 2020-21 | Steve De Ridder 51' Jonathan Buatu Mananga 55' Duckens Nazon 86'                                                                                         |       | 13' Bas Dost 35' Noa Lang 42' Brandon Mechele 77' Éder Balanta                                                                                     | Opstelling Sint-Truiden: Daniel Schmidt, Jonathan Buatu Mananga, Jorge Teixeira, Pol García, Chris Durkin, Samuel Asamoah, Steve De Ridder, Liberato Cacace, Facundo Colidio, Yuma Suzuki, Christian Brüls Wissels Sint-Truiden: 46' Samuel Asamoah Mory Konaté 46' Facundo Colidio Duckens Nazon 81' Christian Brüls Ilombe Mboyo                                                                        |
| | |       | | |
| Zondag 17 januari 2021, 20:45 uur | Sint-Truiden | 3 - 1 | Oud-Heverlee Leuven | |
| Stayen, Sint-Truiden Toeschouwers: 0 Scheidsrechter: Wesli De Cremer Speeldag 20 Eerste Klasse A 2020-21 | Yuma Suzuki 10' Ilombe Mboyo 39' Yuma Suzuki 50' Yuma Suzuki 53' Pol García 78'                                                                          |       | 25' Thomas Henry 38' Pierre-Yves Ngawa | Opstelling Sint-Truiden: Daniel Schmidt, Jonathan Buatu Mananga, Jorge Teixeira, Pol García, Chris Durkin, Liberato Cacace, Christian Brüls, Mory Konaté, Steve De Ridder, Yuma Suzuki, Ilombe Mboyo Wissels Sint-Truiden: 73' Yuma Suzuki Jarne Steuckers 82' Steve De Ridder Samuel Asamoah 82' Ilombe Mboyo Oleksandr Filippov 89' Christian Brüls Facundo Colidio                                     |
| | |       | | |
| Woensdag 20 januari 2021, 16:30 uur | KV Kortrijk | 0 - 2 | Sint-Truiden | |
| Guldensporenstadion, Kortrijk Toeschouwers: 0 Scheidsrechter: Lawrence Visser Speeldag 25 Eerste Klasse A 2020-21 | Trent Sainsbury 67' Habib Guèye 75' |       | 15' (pen.) Yuma Suzuki 45+1' Yuma Suzuki | Opstelling Sint-Truiden: Daniel Schmidt, Jonathan Buatu Mananga, Jorge Teixeira, Pol García, Chris Durkin, Liberato Cacace, Christian Brüls, Mory Konaté, Steve De Ridder, Yuma Suzuki, Ilombe Mboyo Wissels Sint-Truiden: 64' Christian Brüls Facundo Colidio 80' Yuma Suzuki Oleksandr Filippov 90' Steve De Ridder Samy Mmaee                                                                          |
| | |       | | |
| Zaterdag 23 januari 2021, 18:30 uur | Sint-Truiden | 0 - 2 | RE Moeskroen | |
| Stayen, Sint-Truiden Toeschouwers: 0 Scheidsrechter: Erik Lambrechts Speeldag 21 Eerste Klasse A 2020-21 | Mory Konaté 21' Liberato Cacace 46' Jorge Teixeira 77' Daniel Schmidt 88'                                                                                |       | 33' Alessandro Ciranni 54' Xadas 72' Deni Hočko 75' Dimitri Mohamed 89' (pen.) Dimitri Mohamed                                                     | Opstelling Sint-Truiden: Daniel Schmidt, Jonathan Buatu Mananga, Jorge Teixeira, Pol García, Chris Durkin, Liberato Cacace, Christian Brüls, Mory Konaté, Steve De Ridder, Yuma Suzuki, Ilombe Mboyo Wissels Sint-Truiden: 46' Mory Konaté Maximiliano Caufriez 67' Pol García Duckens Nazon 90+2' Steve De Ridder Facundo Colidio                                                                        |
| | |       | | |
| Woensdag 27 januari 2021, 21:00 uur | AA Gent | 1 - 1 | Sint-Truiden | |
| Ghelamco Arena, Gent Toeschouwers: 0 Scheidsrechter: Christof Dierick Speeldag 22 Eerste Klasse A 2020-21 | Alessio Castro-Montes 78' |       | 23' Facundo Colidio 72' Jorge Teixeira 90+4' Ibrahima Sory Sankhon 90+5' (own) Daniel Schmidt                                                      | Opstelling Sint-Truiden: Daniel Schmidt, Maximiliano Caufriez, Jonathan Buatu Mananga, Jorge Teixeira, Dimitri Lavalée, Liberato Cacace, Facundo Colidio, Chris Durkin, Steve De Ridder, Yuma Suzuki, Ilombe Mboyo Wissels Sint-Truiden: 80' Yuma Suzuki Duckens Nazon 83' Facundo Colidio Christian Brüls 90+1' Ilombe Mboyo Samy Mmaee 90+1' Liberato Cacace Ibrahima Sory Sankhon                      |
| | |       | | |
| Zondag 31 januari 2021, 20:45 uur | Sint-Truiden | 3 - 0 | Cercle Brugge | |
| Stayen, Sint-Truiden Toeschouwers: 0 Scheidsrechter: Jonathan Lardot Speeldag 23 Eerste Klasse A 2020-21 | Christian Brüls 17' Jonathan Buatu Mananga 49' Jorge Teixeira 64' Liberato Cacace 83' Facundo Colidio 90+1' Chris Durkin 90+4'                           |       | 28' Strahinja Pavlović 90+3' Jean Marcelin | Opstelling Sint-Truiden: Daniel Schmidt, Maximiliano Caufriez, Jonathan Buatu Mananga, Jorge Teixeira, Dimitri Lavalée, Liberato Cacace, Chris Durkin, Christian Brüls, Steve De Ridder, Yuma Suzuki, Ilombe Mboyo Wissels Sint-Truiden: 46' Maximiliano Caufriez Wolke Janssens 72' Yuma Suzuki Facundo Colidio 84' Liberato Cacace Ko Matsubara 90' Steve De Ridder Mory Konaté                         |
| | |       | | |
| Zaterdag 6 februari 2021, 16:15 uur | KV Oostende | 3 - 1 | Sint-Truiden | |
| Diaz Arena, Oostende Toeschouwers: 0 Scheidsrechter: Lothar D'hondt Speeldag 24 Eerste Klasse A 2020-21 | Makhtar Gueye 38' Makhtar Gueye (pen.) 60' Fashion Sakala (pen.) 74'                                                                                     |       | 73' Dimitri Lavalée 90' Yuma Suzuki | Opstelling Sint-Truiden: Daniel Schmidt, Maximiliano Caufriez, Jonathan Buatu Mananga, Jorge Teixeira, Junior Pius, Dimitri Lavalée, Chris Durkin, Christian Brüls, Steve De Ridder, Yuma Suzuki, Ilombe Mboyo Wissels Sint-Truiden: 46' Maximiliano Caufriez Jarne Steuckers 75' Dimitri Lavalée Ko Matsubara 78' Steve De Ridder Mory Konaté 78' Christian Brüls Duckens Nazon                          |
| | |       | | |
| Zaterdag 13 februari 2021, 18:30 uur | Sint-Truiden | 1 - 2 | SV Zulte Waregem | |
| Stayen, Sint-Truiden Toeschouwers: 0 Scheidsrechter: Christof Dierick Speeldag 26 Eerste Klasse A 2020-21 | Yuma Suzuki 72' |       | 35' Omar Govea 52' Jean-Luc Dompé 55' Gianni Bruno 81' Ibrahima Seck 87' Damien Marcq                                                              | Opstelling Sint-Truiden: Daniel Schmidt, Maximiliano Caufriez, Dimitri Lavalée, Jorge Teixeira, Jonathan Buatu Mananga, Liberato Cacace, Chris Durkin, Christian Brüls, Steve De Ridder, Yuma Suzuki, Ilombe Mboyo Wissels Sint-Truiden: 69' Jorge Teixeira Jarne Steuckers 83' Christian Brüls Facundo Colidio                                                                                           |
| | |       | | |
| Zondag 21 februari 2021, 20:45 uur | Antwerp FC | 0 - 0 | Sint-Truiden | |
| Bosuilstadion, Antwerpen Toeschouwers: 0 Scheidsrechter: Wesli De Cremer Speeldag 27 Eerste Klasse A 2020-21 | Ritchie De Laet 90+4' |       | 70' Dimitri Lavalée | Opstelling Sint-Truiden: Daniel Schmidt, Maximiliano Caufriez, Jonathan Buatu Mananga, Jorge Teixeira, Dimitri Lavalée, Liberato Cacace, Steve De Ridder, Christian Brüls, Chris Durkin, Yuma Suzuki, Ilombe Mboyo Wissels Sint-Truiden: 88' Yuma Suzuki Duckens Nazon 89' Christian Brüls Facundo Colidio 89' Steve De Ridder Mory Konaté                                                                |
| | |       | | |
| Zondag 28 februari 2021, 20:45 uur | Sint-Truiden | 0 - 2 | KAS Eupen | |
| Stayen, Sint-Truiden Toeschouwers: 0 Scheidsrechter: Alexandre Boucaut Speeldag 28 Eerste Klasse A 2020-21 | Jorge Teixeira 61' Steve De Ridder 62' Dimitri Lavalée 78'                                                                                               |       | 41' Amara Baby 80' Senna Miangue 89' Smail Prevljak                                                                                                | Opstelling Sint-Truiden: Daniel Schmidt, Maximiliano Caufriez, Jonathan Buatu Mananga, Jorge Teixeira, Dimitri Lavalée, Liberato Cacace, Christian Brüls, Chris Durkin, Steve De Ridder, Yuma Suzuki, Ilombe Mboyo Wissels Sint-Truiden: 64' Maximiliano Caufriez Daiki Hashioka 64' Christian Brüls Jarne Steuckers 78' Ilombe Mboyo Duckens Nazon 87' Chris Durkin Stan Van Dessel                      |
| | |       | | |
| Vrijdag 5 maart 2021, 20:45 uur | Sporting Charleroi | 0 - 0 | Sint-Truiden | |
| Stade du Pays de Charleroi, Charleroi Toeschouwers: 0 Scheidsrechter: Lawrence Visser Speeldag 29 Eerste Klasse A 2020-21 | Kaveh Rezaei 40' |       | 20' Daiki Hashioka 40' Chris Durkin | Opstelling Sint-Truiden: Daniel Schmidt, Daiki Hashioka, Jonathan Buatu Mananga, Junior Pius, Dimitri Lavalée, Liberato Cacace, Chris Durkin, Stan Van Dessel, Steve De Ridder, Yuma Suzuki, Ilombe Mboyo Wissels Sint-Truiden: 59' Yuma Suzuki Duckens Nazon 87' Stan Van Dessel Facundo Colidio |
| | |       | | |
| Zaterdag 3 april 2021, 18:30 uur | Sint-Truiden | 2 - 1 | KV Mechelen | |
| Stayen, Sint-Truiden Toeschouwers: 0 Scheidsrechter: Kevin Van Damme Speeldag 32 Eerste Klasse A 2020-21 | Yuma Suzuki 11' Ilombe Mboyo 42' (pen.) |       | 41' Sandy Walsh 66' Issa Kabore 90' Igor de Camargo                                                                                                | Opstelling Sint-Truiden: Daniel Schmidt, Daiki Hashioka, Jonathan Buatu Mananga, Junior Pius, Dimitri Lavalée, Liberato Cacace, Facundo Colidio, Steve De Ridder, Christian Brüls, Yuma Suzuki, Ilombe Mboyo Wissels Sint-Truiden: 81' Christian Brüls Mory Konaté 87' Facundo Colidio Stan Van Dessel 90+2' Ilombe Mboyo Oleksandr Filippov 90+2' Steve De Ridder Wolke Janssens                         |
| | |       | | |
| Dinsdag 6 april 2021, 19:00 uur | Waasland-Beveren | 2 - 4 | Sint-Truiden | |
| Freethielstadion, Beveren Toeschouwers: 0 Scheidsrechter: Nathan Verboomen Speeldag 31 Eerste Klasse A 2020-21 Opmerking: deze wedstrijd stond oorspronkelijk gepland op 20 maart 2021 maar werd uitgesteld vanwege een COVID-19-uitbraak bij Sint-Truiden. | Michael Frey 2' Danel Sinani 14' Aleksandar Vukotić 27' Louis Verstraete 60' Dries Wuytens 70' Dries Wuytens 73' Louis Verstraete 78' Jordan Faucher 87' |       | 21' Ilombe Mboyo 32' Yuma Suzuki 51' Ilombe Mboyo 75' Ilombe Mboyo 84' Yuma Suzuki                                                                 | Opstelling Sint-Truiden: Daniel Schmidt, Daiki Hashioka, Jonathan Buatu Mananga, Junior Pius, Dimitri Lavalée, Liberato Cacace, Facundo Colidio, Christian Brüls, Steve De Ridder, Yuma Suzuki, Ilombe Mboyo Wissels Sint-Truiden: 37' Junior Pius Chris Durkin 46' Facundo Colidio Stan Van Dessel 81' Ilombe Mboyo Wolke Janssens 86' Christian Brüls Oleksandr Filippov                                |
| | |       | | |
| Zondag 11 april 2021, 13:30 uur | KRC Genk | 4 - 0 | Sint-Truiden | |
| Luminus Arena, Genk Toeschouwers: 0 Scheidsrechter: Alexandre Boucaut Speeldag 33 Eerste Klasse A 2020-21 | Théo Bongonda 21' Bryan Heynen 24' Kristian Thorstvedt 35' Paul Onuachu 53'                                                                              |       | 20' Christian Brüls | Opstelling Sint-Truiden: Daniel Schmidt, Daiki Hashioka, Jonathan Buatu Mananga, Jorge Teixeira, Dimitri Lavalée, Liberato Cacace, Jarne Steuckers, Christian Brüls, Steve De Ridder, Yuma Suzuki, Ilombe Mboyo Wissels Sint-Truiden: 34' Steve De Ridder Chris Durkin 61' Christian Brüls Facundo Colidio 62' Ilombe Mboyo Tatsuya Ito 76' Jarne Steuckers Stan Van Dessel 76' Yuma Suzuki Duckens Nazon |
| | |       | | |
| Zondag 18 april 2021, 18:00 uur | Sint-Truiden | 0 - 1 | RSC Anderlecht | |
| Stayen, Sint-Truiden Toeschouwers: 0 Scheidsrechter: Nicolas Laforge Speeldag 34 Eerste Klasse A 2020-21 | Chris Durkin 33' |       | 6' Bohdan Mychajlytsjenko 79' Yari Verschaeren | Opstelling Sint-Truiden: Kenny Steppe, Daiki Hashioka, Jonathan Buatu Mananga, Jorge Teixeira, Dimitri Lavalée, Liberato Cacace, Chris Durkin, Facundo Colidio, Stan Van Dessel, Yuma Suzuki, Ilombe Mboyo Wissels Sint-Truiden: 72' Facundo Colidio Jarne Steuckers 80' Ilombe Mboyo Nelson Balongo 87' Stan Van Dessel Mory Konaté 88' Yuma Suzuki Christian Brüls                                      |

#### Resultaten per speeldag
| Speeldag  | 1 | 2  | 3  | 4  | 5  | 6  | 7  | 8  | 9  | 10 | 11 | 12 | 13 | 14 | 15 | 16 | 17 | 18 | 19 | 20 | 21 | 22 | 23 | 24 | 25 | 26 | 27 | 28 | 29 | 30 | 31 | 32 | 33 | 34 |
| --------- | - | -- | -- | -- | -- | -- | -- | -- | -- | -- | -- | -- | -- | -- | -- | -- | -- | -- | -- | -- | -- | -- | -- | -- | -- | -- | -- | -- | -- | -- | -- | -- | -- | -- |
| Resultaat | w | v  | g  | g  | v  | v  | v  | g  | v  | w  | v  | v  | g  | g  | v  | v  | w  | w  | w  | w  | v  | g  | w  | v  | w  | v  | g  | v  | g  | v  | w  | w  | v  | v  |
| Punten    | 3 | 3  | 4  | 5  | 5  | 5  | 5  | 6  | 6  | 9  | 9  | 9  | 10 | 11 | 11 | 11 | 14 | 20 | 17 | 23 | 26 | 27 | 30 | 30 | 26 | 30 | 31 | 31 | 32 | 20 | 38 | 35 | 38 | 38 |
| Positie   | 4 | 11 | 10 | 11 | 13 | 15 | 16 | 16 | 16 | 14 | 16 | 16 | 16 | 16 | 17 | 18 | 17 | 14 | 17 | 15 | 15 | 15 | 14 | 15 | 14 | 15 | 15 | 15 | 15 | 15 | 14 | 15 | 15 | 15 |

#### Eindstand
| Pl. | Club                | Gesp. | W  | V  | G  | GV | GT | Ptn. | Kwalificatie of degradatie      |
| --- | ------------------- | ----- | -- | -- | -- | -- | -- | ---- | ------------------------------- |
| 1   | Club Brugge         | 34    | 24 | 4  | 6  | 73 | 26 | 76   | Play-off I                      |
| 2   | Antwerp FC          | 34    | 18 | 6  | 10 | 57 | 48 | 60   | Play-off I                      |
| 3   | RSC Anderlecht      | 34    | 15 | 13 | 6  | 51 | 34 | 58   | Play-off I                      |
| 4   | KRC Genk            | 34    | 16 | 8  | 10 | 67 | 48 | 56   | Play-off I                      |
| 5   | KV Oostende         | 34    | 15 | 8  | 11 | 49 | 41 | 53   | Play-off II                     |
| 6   | Standard Luik       | 34    | 13 | 11 | 10 | 52 | 41 | 50   | Play-off II                     |
| 7   | AA Gent             | 34    | 14 | 7  | 13 | 55 | 42 | 49   | Play-off II                     |
| 8   | KV Mechelen         | 34    | 13 | 9  | 12 | 54 | 54 | 48   | Play-off II                     |
| 9   | Beerschot VA        | 34    | 14 | 5  | 15 | 58 | 64 | 47   |                                 |
| 10  | SV Zulte Waregem    | 34    | 14 | 4  | 16 | 53 | 69 | 46   |                                 |
| 11  | Oud-Heverlee Leuven | 34    | 12 | 9  | 13 | 54 | 59 | 45   |                                 |
| 12  | KAS Eupen           | 34    | 10 | 13 | 11 | 44 | 55 | 43   |                                 |
| 13  | Sporting Charleroi  | 34    | 11 | 9  | 14 | 46 | 49 | 42   |                                 |
| 14  | KV Kortrijk         | 34    | 11 | 6  | 17 | 44 | 57 | 39   |                                 |
| 15  | Sint-Truiden        | 34    | 10 | 8  | 16 | 41 | 52 | 38   |                                 |
| 16  | Cercle Brugge       | 34    | 11 | 3  | 20 | 40 | 51 | 36   |                                 |
| 17  | Waasland-Beveren    | 34    | 8  | 7  | 19 | 44 | 70 | 31   | Eindronde voor degradatie       |
| 18  | RE Moeskroen        | 34    | 7  | 10 | 17 | 32 | 54 | 31   | Degradatie naar Eerste Klasse B |

## Beker van België
| |                      |       |                                                    | |
| Woensdag 3 februari 2021, 20:00 uur                                                                            | SC Lokeren-Temse     | 0 - 2 | Sint-Truiden                                       | |
| Daknamstadion, Lokeren Toeschouwers: 0 Scheidsrechter: Brent Staessens 1/16de finales Beker van België 2020-21 | Nando Nöstlinger 37' |       | 8' Duckens Nazon 45+2' Mory Konaté 62' Tatsuya Ito | Opstelling Sint-Truiden: Kenny Steppe, Ko Matsubara, Junior Pius, Wolke Janssens, Dimitri Lavalée, Mory Konaté, Chris Durkin, Facundo Colidio, Duckens Nazon, Tatsuya Ito, Jarne Steuckers Wissels Sint-Truiden: 46' Chris Durkin Samuel Asamoah 74' Tatsuya Ito Oleksandr Filippov 83' Duckens Nazon Nelson Balongo 88' Wolke Janssens Ibrahima Sory Sankhon |

| |                                          |       |              | |
| Woensdag 10 februari 2021, 18:00 uur                                                                           | KRC Genk                                 | 1 - 0 | Sint-Truiden | |
| Luminus Arena, Genk Toeschouwers: 0 Scheidsrechter: Alexandre Boucaut Achtste finales Beker van België 2020-21 | Kristian Thorstvedt 24' Paul Onuachu 87' |       |              | Opstelling Sint-Truiden: Kenny Steppe, Chris Durkin, Jonathan Buatu Mananga, Jorge Teixeira, Dimitri Lavalée, Liberato Cacace, Mory Konaté, Facundo Colidio, Steve De Ridder, Yuma Suzuki, Duckens Nazon Wissels Sint-Truiden: 46' Mory Konaté Maximiliano Caufriez 70' Duckens Nazon Christian Brüls 89' Jorge Teixeira Ilombe Mboyo |

2006/07 ·
2007/08 ·
2008/09 ·
2009/10 ·
2010/11 ·
2011/12 ·
2012/13 ·
2013/14 ·
2014/15 ·
2015/16 ·
2016/17 ·
2017/18 ·
2018/19 ·
2019/20 ·
2020/21 ·
2021/22 ·
2022/23 ·
2023/24 ·
2024/25